# Naohiko Minobe
Pour les articles homonymes, voir Minobe.
Naohiko Minobe (美濃部 直彦, Minobe Naohiko) est un footballeur japonais né le 12 juillet 1965 à Moriyama,  dans la préfecture de Shiga au Japon.